# Тепсен-Карабулак
Тепсен-Карабулак (каз. Тепсен Қарабұлақ, до 199? г. — Сергеевка) — село в Мугалжарском районе Актюбинской области Казахстана. Входит в состав Енбекского сельского округа. Код КАТО — 154841900.

## Население
В 1999 году население села составляло 311 человек (159 мужчин и 152 женщины). По данным переписи 2009 года, в селе проживало 275 человек (142 мужчины и 133 женщины).